# Latona en de Lycische boeren
Latona en de Lycische boeren is een schilderij door de Zuid-Nederlandse schilder Jan Brueghel de Oude in het Rijksmuseum in Amsterdam.

## Voorstelling
Het stelt het verhaal van Latona en de Lycische boeren voor zoals verteld in boek zes van de Metamorfosen van de Romeinse dichter Ovidius. In dit verhaal heeft de godin Latona een verhouding met Jupiter, waar een tweeling uit geboren wordt: Diana en Apollo. Latona wordt echter voortdurend achternagezeten door Jupiters vrouw, Juno. Uiteindelijk komt ze met haar tweeling in Lycië terecht waar ze bij een vijver haar dorst wil lessen. Rondom de vijver zijn enkele boeren bezig rijshout te verzamelen en te bundelen met riet. De boeren staan het echter niet toe dat Latona van het water drinkt, schelden haar uit en woelen met handen en voeten de bodem om zodat het water ondrinkbaar wordt. Daarop wordt de godin woedend en zegt "vivatis in isto!" (leef er dan maar in!) en verandert de boeren in kwakende en springende kikkers.

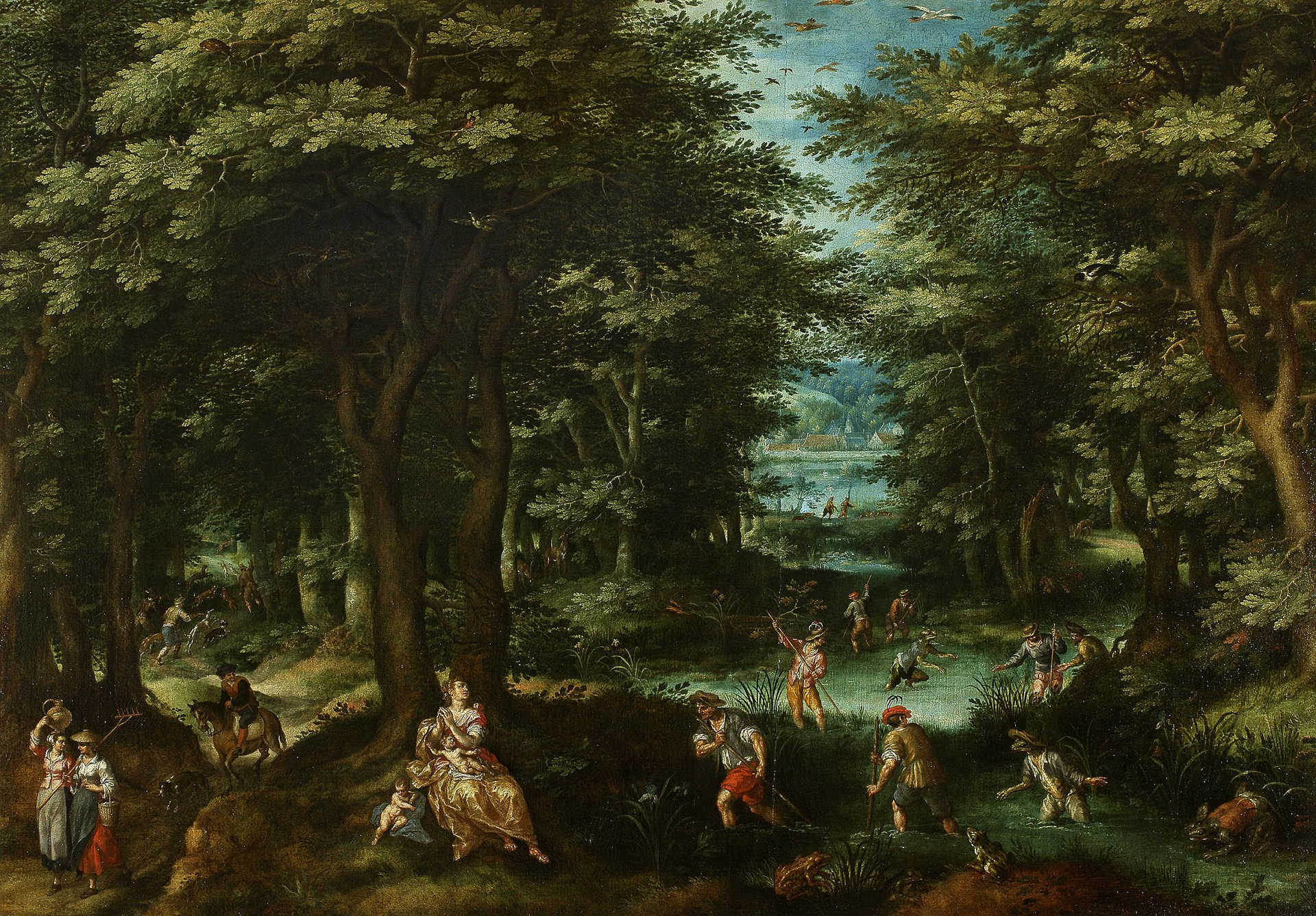
Gillis van Coninxloo (II). Landschap met Latona en de Lycische boeren. 1559-1607. Sint-Petersburg, Hermitage.

De schilder heeft dit verhaal vrij letterlijk afgebeeld. Hij schijnt het moment gekozen te hebben waarop Latona haar vloek uitsprak en de boeren een voor een in kikkers veranderden. Om het idee van transformatie uit te beelden beeldt hij twee boeren met kikkerhoofden af, van wie één kwaad de vuist naar de godin balt. In het water bevinden zich ook al enkele kikkers. De meeste andere boeren hebben nog niet in de gaten wat hen te wachten staat. Eén halfnaakte boer kijkt verschrikt richting Latona. Van een bos is in het oorspronkelijke verhaal van Ovidius echter geen sprake. Het verhaal van Latona en de Lycische boeren was een geliefd thema onder Noord-Europese Renaissanceschilders als Jan Brueghel de Oude, omdat ze op die manier historieschilderkunst, genreschilderkunst en landschapsschilderkunst samen konden brengen. Van Jan Brueghel de Oude zijn meerdere schilderijen met dit thema als onderwerp bekend.

## Herkomst
Het werk wordt in 1752 voor het eerste gesignaleerd in de verzameling van Adriaan Leonard van Heteren in Den Haag. Van Heteren liet het na zijn dood na aan zijn zoon, Adriaan Leonard van Heteren Gevers. Deze verkocht het werk op 8 juni 1809 samen met 135 andere schilderijen, bekend als het Kabinet Van Heteren Gevers, aan het Rijksmuseum.